# Claudia Serpa
Claudia Paola Serpa Acevedo (La Victoria, Lima, 25 de agosto de 1987) es una personalidad de televisión, modelo y cantante peruana. Ganó popularidad por haber participado en diferentes programas de la televisión peruana.En el ámbito musical, se desempeña en el género fusión, salsa y cumbia peruana.

## Biografía
Claudia Paola Serpa Acevedo nació el 25 de agosto de 1990 en la capital Lima. Es la hermana de la bailarina y personalidad de televisión Gabriela Serpa, y de la modelo Brenda Serpa.[cita requerida]
Comenzó su carrera artística a la edad de trece años, participando en el programa concurso peruano Habacilar como parte de un segmento de baile en el año 2004. Tiempo después, formó parte de una banda de rock punk en su época juvenil.
No fue hasta el año 2012, cuando Serpa iniciaría su participación en el reality show peruano Combate, desempeñándose en el rol de competidora por poco tiempo.[cita requerida] Al año siguiente, concursa en el programa televisivo Rojo fama contrafama con una gran aceptación por su desempeño en el canto. Además, Serpa se suma al otro formato La voz Perú como integrante del «equipo Puma» (liderado por el cantautor venezolano José Luis Rodríguez), logrando así su paso por la gran final sin éxito.[cita requerida] Gracias a su popularidad en el dicho espacio, fue parte del programa concurso peruano Ponte play en el año 2014 y al siguiente año, inicia una etapa como solista lanzando el sencillo debut «Tan sólo quiero soñar», incluyendo otros temas como «La puerta» y «Todito», en esta última en colaboración con el cantautor Julio Andrade.
En el año 2014, conformó la banda musical La Banda Dorada al lado de la cantante Alicia Robertson, su hermana Gabriela y la bailarina Annabel Torres. 
Tras ponerle pausa a su faceta televisiva por su enfoque a sus estudios de actuación en México, en 2016 prestó su presencia para el late show La noche es mía y posteriormente, en Al sexto día, en ambas como reportera. El año 2018, participó en el videoclip de la versión cumbia de «Tu falta de querer», interpretado por la Orquesta Candela y se integra al programa cómico El wasap de JB en el rol de actriz cómica, de la mano del comediante Jorge Benavides, manteniéndose hasta su renuncia el año 2020.
Después de su salida del dicho formato cómico, Serpa retoma su carrera musical lanzando la versión del tema musical «Señorita», en colaboración con Álvaro Rod en 2020 y se consolida en el género salsa. Seguidamente, desde el año 2021 forma parte del programa cómico-musical peruano El reventonazo de la chola del canal América Televisión, interpretó la versión de «Tan enamorados» de Ricardo Montaner y lanzó su nuevo material en solitario bajo el nombre de «Nunca dije adiós». Participó en el reality de talentos El artista del año siendo finalmente eliminada del concurso.
Además, asume como vocalista del grupo musical de salsa peruana You Salsa en abril de 2023 sin dejar su trabajo televisivo, la cual interpretó el tema musical «Duro y suave», permaneciendo por nueve meses.
Tras su retiro en enero de 2024, retoma su faceta solista con su grupo musical La Serpa & Orquesta, haciendo su debut en un evento en el distrito de Chorrillos.Al año siguiente, interpretó la versión «Lejos de ti» de Gian Marco, junto al actor cómico Manolo Rojas.

## Discografía

### Álbumes
- 2015: «Tan sólo quiero soñar»
- 2020: «Los besos»
- 2020: «Señorita» (Versión salsa)
- 2021: «Tan enamorados» (Versión salsa)[11]
- 2022: «Nunca dije adiós»
- 2022: «Fue dificil»

## Créditos

### Televisión
| Año       | Título                     | Papel                                | Emisión                 | Ref.             |
| --------- | -------------------------- | ------------------------------------ | ----------------------- | ---------------- |
| 2004      | Habacilar                  | Participante de un segmento de baile | América Televisión      | [ 1 ]            |
| 2012      | Combate                    | Competidora                          | ATV                     | [ 2 ]            |
| 2013      | Rojo fama contrafama       | Participante (semifinalista)         | Frecuencia Latina       | [ 3 ]            |
| 2013      | La voz Perú                | Participante                         | Frecuencia Latina       | [cita requerida] |
| 2014      | Ponte play                 | Capitana del Equipo Morado           | Frecuencia Latina       | [ 4 ]            |
| 2016      | Al sexto día               | Reportera                            | Panamericana Televisión | [ 1 ]            |
| 2017-2018 | La noche es mía            | Reportera                            | Panamericana Televisión | [ 1 ]            |
| 2018      | Los cuatro finalistas      | Participante retadora                | Latina Televisión       | [ 18 ]           |
| 2018-2020 | El wasap de JB             | Actriz cómica                        | Latina Televisión       | [ 1 ]            |
| 2020      | Princesas                  | Briggite                             | América Televisión      | [cita requerida] |
| 2021-2024 | El reventonazo de la chola | Actriz cómica                        | América Televisión      | [ 10 ]           |
| 2023      | Noche de patas             | Invitada especial                    | No Somos TV (YouTube)   | [ 19 ]           |
| 2024      | Al fondo hay sitio         | Lili                                 | América Televisión      |                  |
| 2024      | Nina de azúcar             | Brenda                               | América Televisión      |                  |

### YouTube
| Año        | Título                | Papel                          | Ref.             |
| ---------- | --------------------- | ------------------------------ | ---------------- |
| desde 2020 | Las hermanas Serpa    | Presentadora y parte del grupo | [cita requerida] |
| 2023       | La casa de la comedia | Invitada especial              | [ 20 ] [ 21 ]    |